# Elizaveta Ivanova
Pour les articles homonymes, voir Ivanova.
Elizaveta Ivanova (en russe : Елизавета Иванова), née en 1999, est une grimpeuse russe.

## Biographie
Elle remporte aux Championnats d'Europe d'escalade 2020 à Moscou la médaille d'argent en vitesse.
.

## Palmarès

### Championnats d'Europe
- 2020 à Moscou,  Russie
  -  Médaille d'argent en vitesse